# Człowiek, który zabił Don Kichota
Człowiek, który zabił Don Kichota (ang. The Man Who Killed Don Quixote) – film przygodowy z 2018 w reżyserii Terry’ego Gilliama. Scenariusz autorstwa Gilliama i Tony'ego Grisoni oparty jest na motywach powieści Don Kichot Miguela de Cervantesa. Zdjęcia do filmu zrealizowano w Hiszpanii i Portugalii.
Terry Gilliam przygotowania do produkcji filmu rozpoczął jeszcze w latach 80. Pierwsze podejście do realizacji miało miejsce dopiero w roku 2000, kiedy to mogły rozpocząć się zdjęcia. W obsadzie filmu znaleźli się wówczas Jean Rochefort jako „Don Kichot”, Johnny Depp jako Toby oraz m.in. Vanessa Paradis. Produkcja od samego początku napotykała jednak problemy finansowe i organizacyjne. Duże straty spowodowała potężna ulewa, która nawiedziła rejon Navarry, gdzie ekipa realizowała zdjęcia plenerowe. Ponadto z powodu choroby Jean Rochefort był zmuszony wycofać się z projektu, co przekreśliło dalszą realizację filmu. W kolejnych latach Gilliam kilkakrotnie podejmował próby nakręcenia filmu. Zdjęcia udało się zrealizować w 2017 z udziałem Adama Drivera i Jonathana Pryce'a w głównych rolach.
Pozostałością po nieudanej realizacji z 2000 roku jest wypuszczony w 2002 roku film dokumentalny Zagubiony w La Manchy prezentujący kulisy produkcji.

## Fabuła
Główny bohater, Toby Grummett (Adam Driver), to znudzony swoją pracą reżyser filmowy. Zostaje on wysłany do Hiszpanii, gdzie ma kręcić reklamy dla swoich zleceniodawców. Przy okazji postanawia odwiedzić miasteczko, w którym przed laty zrealizował swój pierwszy film pt. Człowiek, który zabił Don Kichota. Spotyka tam Javiera Sancheza (Jonathan Pryce), miejscowego szewca, który zagrał w jego filmie rolę Don Kichota. Okazuje się, że były aktor-naturszczyk cały czas żyje w przekonaniu, że jest Don Kichotem. Spotkanie po latach z Javierem staje się dla Toby'ego początkiem serii przygód na pograniczu świata fantazji i rzeczywistości.

## Obsada
- Adam Driver jako Toby Grummett
- Jonathan Pryce jako Javier Sanchez/„Don Kichot”
- Stellan Skarsgård jako szef Toby'ego
- Olga Kurylenko jako Jacqui
- Joana Ribeiro jako Angélica
- Óscar Jaenada jako Cygan
- Jason Watkins jako Rupert
- Sergi López jako farmer
- Rossy de Palma jako żona farmera
- Hovik Keuchkerian jako Raul
- Jordi Mollà jako Aleksiej Miszkin

i inni